# Römerstraßen in Schottland

Römische Straßen in Britannien um 150 n. Chr.

Die Römerstraßen in Schottland sind Bestandteil der Logistik, der militärischen Bemühungen das Land in Besitz zu behalten. Das von der römischen Armee geschaffene Straßennetz ermöglichte erst die schnellen Truppenbewegungen und die Versorgung des Militärs. Bis ins 18. Jahrhundert gab es nördlich des Hadrianswalls nichts Vergleichbares.
Eine römische Fernstraße führte im Westen etwa auf der Route der heutigen A74M von Stanwix (bei Carlisle) über das Annandale (Tal) und Upper Clydesdale (etwa bei Glasgow) an den Firth of Forth. Im Osten lag, wahrscheinlich von Eboracum (York) kommend die Hauptstrecke.
Die „Dere Street“ auch Via agricola erreichte den Forth über Corbridge (östlich von Newcastle upon Tyne) durch die maximal 815 m ü. NN hohen Cheviot Hills in Northumberland. Die Ebene südlich des Forth wurde im Verlauf der Jahrhunderte stark kultiviert, deshalb kann man die Straßenführungen nicht einmal auf Luftaufnahmen erkennen. Allerdings gibt es die Reste römischer Feldlager bei Pennymuir nahe Kelso am Fluss Tweed.
Es gab zudem eine Straße durch das Nithsdale westlich der Carlisle-Route und eine weitere die von der Dere Street in Richtung Mündung des Tweed abzweigte. Es wird vermutet, dass es am Tweed zeitweilig einen Versorgungshafen der römischen Flotte gegeben hat. Einen Hinweis darauf gibt ein bei Newstead, in der Nähe von Melrose, Trimontium gefundenes Steuerruder. Schiffbare Flussläufe spielten in der römischen Logistik die wichtigste Rolle.
Nördlich des Firth Forth führt eine Straße an den Fluss Tay. Sie scheint unvollendet geblieben zu sein, weil die nördlichen Garnisonen bereits vor ihrer Fertigstellung verlassen wurden.
Der einzige römische Meilenstein wurde bei Ingliston in der Nähe von Edinburgh gefunden. Er steht im National Museum und berichtet über die Reparatur des Teiles der Dere Street im Jahre 139 n. Chr.